# Songs for Swingin' Lovers!
Albums de Frank Sinatra
In the Wee Small Hours
(1955) This Is Sinatra!
(1956)
Songs for Swingin' Lovers! est un album de Frank Sinatra, sorti en 1956.

## L'album
Il prend la 1re place des charts britanniques à sa sortie, place qu'il conserve du 22 juillet au 4 août puis du 19 au 25 août 1956. Il s'agit par ailleurs du premier no 1 de l'histoire des classements officiels des albums au Royaume-Uni. Aux États-Unis, il se classe 2e du Billboard 200.
Inclus en 2000 dans le Grammy Hall of Fame, Rolling Stone le classe en 2003 à la 306e place de son classement des 500 plus grands albums de tous les temps, et à la 308e place de son classement 2012. Il fait partie des 1001 albums qu'il faut avoir écoutés dans sa vie.

### Titres
1. You Make Me Feel So Young (Mack Gordon, Josef Myrow) (2:57)
2. It Happened in Monterey (Billy Rose, Mabel Wayne) (2:36)
3. You're Getting to Be a Habit with Me (en) (Al Dubin, Harry Warren) (2:19)
4. You Brought a New Kind of Love to Me (en) (Irving Kahal, Pierre Norman, Sammy Fain) (2:48)
5. Too Marvelous for Words (Johnny Mercer, Richard A. Whiting) (2:29)
6. Old Devil Moon (en) (E.Y. Harburg, Burton Lane) (3:56)
7. Pennies from Heaven (Arthur Johnston, Johnny Burke) (2:44)
8. Love is Here to Stay (en) (George Gershwin, Ira Gershwin) (2:42)
9. I've Got You Under My Skin (Cole Porter) (3:43)
10. I Thought About You (Mercer, Jimmy Van Heusen) (2:30)
11. We'll Be Together Again (en) (Frankie Laine, Carl T. Fischer) (4:26)
12. Makin' Whoopee (Gus Kahn, Walter Donaldson) (3:06)
13. Swingin' Down the Lane (en) (Kahn, Isham Jones) (2:54)
14. Anything Goes (Porter) (2:43)
15. How About You? (en) (Ralph Freed, Lane) (2:45)